# Aspidotis
Genre
Aspidotis est un genre de fougères de la famille des Pteridaceae.

## Liste d'espèces
Selon NCBI (5 févr. 2012) et ITIS (5 févr. 2012) :
- Aspidotis californica (Hook.) Nutt. ex Copeland
- Aspidotis carlotta-halliae (Wagner & Gilbert) Lellinger
- Aspidotis densa (Brack.) Lellinger